# Byblis barbarensis
Byblis barbarensis är en kräftdjursart som beskrevs av J. L. Barnard 1960. Byblis barbarensis ingår i släktet Byblis och familjen Ampeliscidae. Inga underarter finns listade i Catalogue of Life.